# Diocese do Brooklyn
A Diocese do Brooklyn (Dioecesis Bruklyniensis) é uma circunscrição eclesiástica da Igreja Católica sediada no Brooklyn, um dos cinco borough da cidade de New York, localizada no estado norte-americano homônimo. Abrange, além do Condado de Kings (circunscrito ao Brooklyn), o Condado do Queens. Foi erigida em 29 de julho de 1853, pelo Papa Pio IX, sendo desmembrada da Arquidiocese de New York, da qual se tornou sufragânea. Seu atual bispo é Robert John Brennan que governa a diocese desde 2021 e sua sé episcopal é a Catedral-Basílica de São Tiago, que desde 2013 partilha a condição com a Co-Catedral de São José.

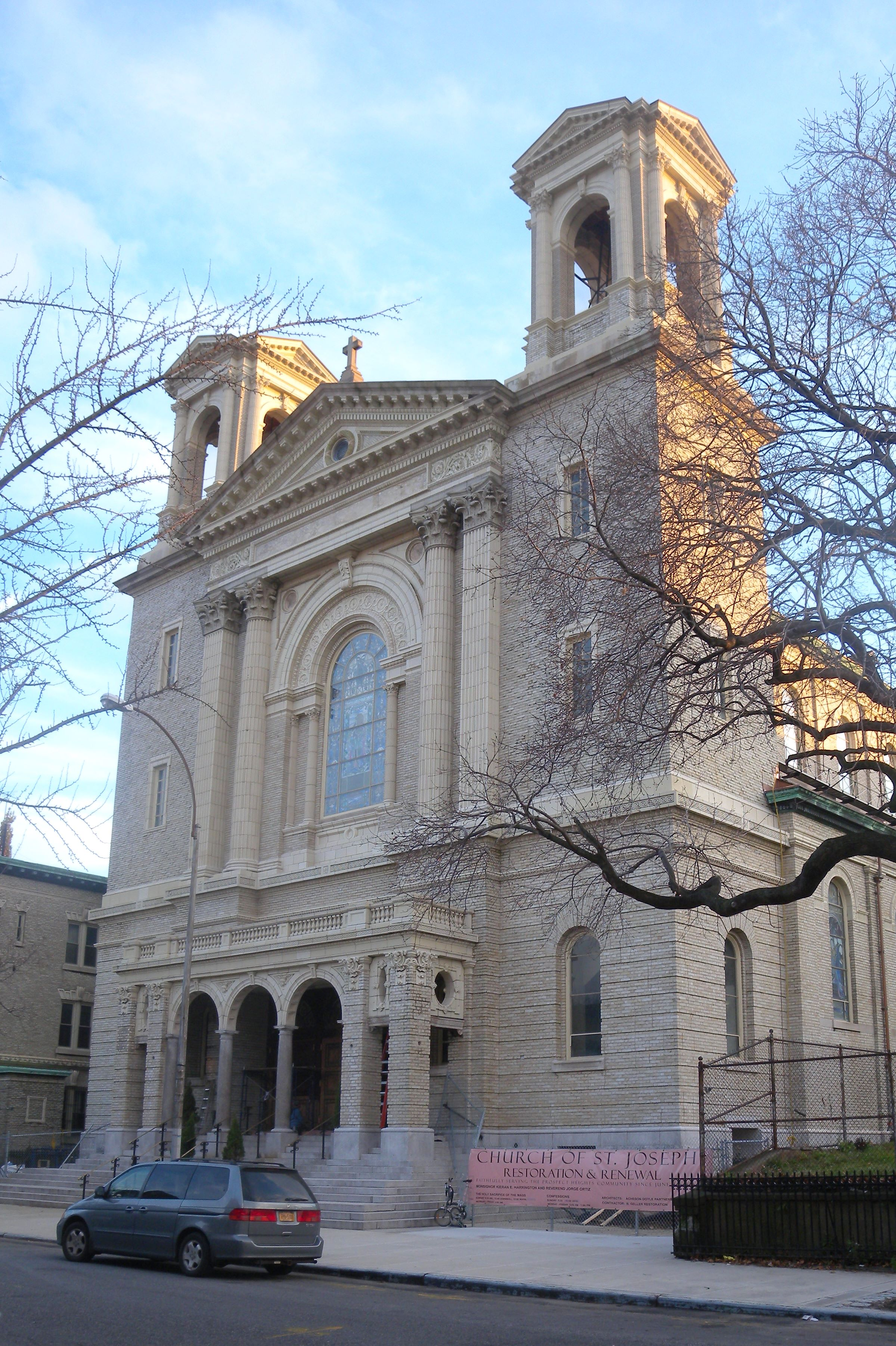
Co-Catedral de São José

Possui 186 paróquias assistidas por 689 sacerdotes e cerca de 32% da população jurisdicionada é batizada.

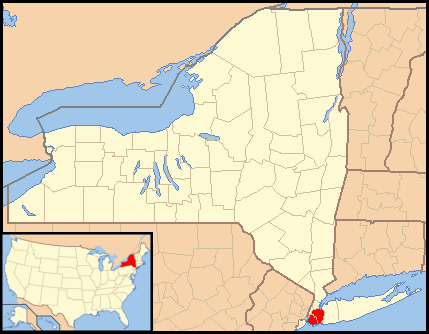
Área territorial da Diocese do Brooklyn.

## Prelados
|                | Nome                         | Período    | Notas                            |        |
| Bispos         | Bispos                       | Bispos     | Bispos                           | Bispos |
| -------------- | ---------------------------- | ---------- | -------------------------------- | ------ |
| 8º             | Robert John Brennan          | 2021-      | Atual                            |        |
| 7º             | Nicholas Anthony DiMarzio    | 2003–2021  | Bispo emérito                    |        |
| 6°             | Thomas Vose Daily            | 1990-2003  |                                  |        |
| 5º             | Francis Mugavero             | 1968-1990  |                                  |        |
| 4º             | Bryan Joseph McEntegart      | 1957-1968  |                                  |        |
| 3°             | Thomas Edmund Molloy         | 1922-1956  |                                  |        |
| 2º             | Charles Edward McDonnell     | 1892-1921  |                                  |        |
| 1º             | John Loughlin                | 1853-1891  |                                  |        |
| Bispo-auxiliar |                              |            |                                  |        |
|                | Neil Edward Tiedemann, C.P.  | 2016-2023  |                                  |        |
|                | Witold Mroziewski            | 2015-atual |                                  |        |
|                | James Massa                  | 2015-atual |                                  |        |
|                | Raymond Francis Chappetto    | 2012-2022  |                                  |        |
|                | Paul Robert Sanchez          | 2012-2022  |                                  |        |
|                | Guy Sansaricq                | 2006-2010  |                                  |        |
|                | Octavio Cisneros             | 2006-2020  |                                  |        |
|                | Frank Joseph Caggiano        | 2006-2013  | Nomeado Bispo de Bridgeport      |        |
|                | Gerald Barbarito             | 1994-1999  | Nomeado Bispo de Ogdensburg      |        |
|                | Ignatius Anthony Catanello   | 1994-2010  |                                  |        |
|                | Anthony Bevilacqua           | 1980-1983  | Nomeado Bispo de Pittsburgh      |        |
|                | René Arnold Valero           | 1980-2005  |                                  |        |
|                | Joseph Michael Sullivan      | 1980-2005  |                                  |        |
|                | John Joseph Snyder           | 1972-1979  | Nomeado Bispo de Saint Augustine |        |
|                | Charles Richard Mulrooney    | 1959-1981  |                                  |        |
|                | Joseph Peter Michael Denning | 1959-1982  |                                  |        |
|                | Edmund Joseph Reilly         | 1955-1958  |                                  |        |
|                | John Joseph Boardman         | 1952-1977  |                                  |        |
|                | Raymond Augustine Kearney    | 1934-1956  |                                  |        |
|                | Thomas Edmund Molloy         | 1920-1921  | Elevado a Bispo                  |        |
|                | George William Mundelein     | 1909-1915  | Nomeado Arcebispo de Chicago     |        |